# 326 Tamara
326 Tamara (mednarodno ime je tudi 326 Tamara) je asteroid tipa C v glavnem asteroidnem pasu. 

## Odkritje
Asteroid je odkril avstrijski astronom J. Palisa 19. marca 1892 na Dunaju . 

## Lastnosti
Asteroid Tamara obkroži Sonce v 3,53 letih. Njegova tirnica ima izsrednost 0,191, nagnjena pa je za 23,723° proti ekliptiki. Njegov premer je 93,0 km, okoli svoje osi se zavrti v 14,184 h .